# 2014年亞洲運動會自由車比賽
2014年亞洲運動會自由車比賽公路賽於9月27日至28日在松島公路自由車場舉行，場地自由車於9月20日至25日在仁川國際自由車館舉行，登山車於9月30日在永宗Baegunsan登山車場舉行，小輪車於10月1日在江華亞運小輪車賽道舉行。

## 獎牌得主

### 小輪車

#### 男子
| 項目     | 金牌 | 银牌 | 铜牌 |
| 小輪車賽 |      |      |      |

#### 女子
| 項目     | 金牌 | 银牌 | 铜牌 |
| 小輪車賽 |      |      |      |

### 登山車

#### 男子
| 項目   | 金牌               | 金牌    | 银牌                     | 银牌    | 铜牌                   | 铜牌    |
| 越野賽 | 王禎 · 中国（CHN） | 1:42:34 | 陳振興 · 中国香港（HKG） | 1:43:27 | 山本幸平 · 日本（JPN） | 1:44:12 |

#### 女子
| 項目   | 金牌                 | 金牌    | 银牌               | 银牌    | 铜牌          | 铜牌    |
| 越野賽 | 史慶蘭 · 中国（CHN） | 1:17:06 | 楊玲 · 中国（CHN） | 1:23:02 | · 日本（JPN） | 1:30:29 |

### 公路車

#### 男子
| 項目       | 金牌                 | 金牌    | 银牌                                | 银牌    | 铜牌                     | 铜牌    |
| 公路賽     | 張慶九 · 韩国（KOR） | 4:07:52 | Moazami Godarzi Arvin · 伊朗（IRI） | 4:07:52 | 梁峻榮 · 中国香港（HKG） | 4:08:51 |
| 個人計時賽 |                      |         |                                     |         |                          |         |

#### 女子
| 項目       | 金牌                 | 金牌     | 银牌                 | 银牌     | 铜牌                     | 铜牌     |
| 公路賽     |                      |          |                      |          |                          |          |
| 個人計時賽 | 羅雅凛 · 韩国（KOR） | 37:54.43 | 李文娟 · 中国（CHN） | 38:46.26 | 黃蕴瑤 · 中国香港（HKG） | 38:57.65 |

### 場地車

#### 男子
| 項目       | 金牌                                                 | 银牌                                                                     | 铜牌                                                  |
| 個人爭先賽 |                                                      |                                                                          |                                                       |
| 競輪賽     |                                                      |                                                                          |                                                       |
| 個人追逐賽 |                                                      |                                                                          |                                                       |
| 領先計分賽 |                                                      |                                                                          |                                                       |
| 團體爭先賽 | 韩国（KOR） · Son Jeyong · Chaebin Im · Kang Dongjin | 中国（CHN） · 徐超 · 胡珂 · 包賽飛                                       | 日本（JPN） · 河端朋之 · 中川誠一郎 · 渡邊一成        |
| 團體追逐賽 | 中国（CHN） · 師濤 · 袁中 · 秦晨路 · 劉浩            | 韩国（KOR） · Sang-hoon Park · Jaeyeon Im · Park Seon-ho · Park Keon-woo | 日本（JPN） · 一丸尚伍 · 洼木一茂 · 桥本英也 · 近谷凉 |

#### 女子
| 項目          | 金牌                                            | 银牌                                                      | 铜牌                                                |
| 個人爭先賽    | 中国香港（HKG） · 李慧詩                        | 中国（CHN） · 鐘天使                                      |                                                     |
| 競輪賽        | 中国香港（HKG） · 李慧詩                        | 马来西亚（MAS） · Fatehah Mustapa                         | 中国（CHN） · 鐘天使                                |
| 500公尺計時賽 |                                                 |                                                           |                                                     |
| 個人追逐賽    |                                                 |                                                           |                                                     |
| 領先計分賽    |                                                 |                                                           |                                                     |
| 團體爭先賽    | 中国（CHN） · 宮金傑 · 鍾天使                   | 韩国（KOR） · 李惠珍 · Kim Wongyeong                      | 中华台北（TPE） · 蕭美玉 · 黃亭茵                   |
| 團體追逐賽    | 中国（CHN） · 趙寶芳 · 黃冬豔 · 姜吻吻 · 敬亞莉 | 韩国（KOR） · SON Heejung · KIM Youri · LEE Jumi · 罗雅凛 | 中华台北（TPE） · 蕭美玉 · 黃亭茵 · 易芳如 · 曾筱嘉 |

## 參賽國家和地區
本屆賽事總共有232位運動員參賽 30 in Mountain Bike, 90 in road, 95 in track):

### 小輪車
- 中国（4）
- 印度尼西亚（2）
- 日本（4）
- 韩国（3）
- 菲律宾（2）
- 泰国（2）

### 登山車
- 中国（4）
- 中国香港（1）
- 印度尼西亚（4）
- 伊朗（2）
- 日本（3）
- （2）
- 韩国（3）
- 黎巴嫩（1）
- 蒙古（4）
- 尼泊尔（3）
- 泰国（2）
- 东帝汶（1）

### 公路賽
- 阿富汗（3）
- 巴林（2）
- 中国（6）
- 中国香港（5）
- 印度尼西亚（5）
- 印度（1）
- 伊朗（3）
- 约旦（2）
- 日本（4）
- （3）
- （1）
- 韩国（6）
- 沙特阿拉伯（2）
- 科威特（3）
- 老挝（1）
- 黎巴嫩（1）
- 中国澳门（3）
- 马来西亚（2）
- 蒙古（4）
- 巴基斯坦（1）
- 菲律宾（2）
- （3）
- 新加坡（1）
- 叙利亚（4）
- 泰国（3）
- （2）
- 东帝汶（1）
- 中华台北（5）
- 阿拉伯联合酋长国（3）
- （3）
- 越南（5）

### 場地賽
- 中国（12）
- 中国香港（10）
- 印度（9）
- 伊朗（5）
- 日本（13）
- （1）
- 韩国（10）
- 沙特阿拉伯（3）
- 科威特（7）
- 马来西亚（8）
- 巴基斯坦（2）
- （1）
- 泰国（3）
- 中华台北（6）
- 阿拉伯联合酋长国（3）
- （2）